# وینترسدورف
وینترسدورف (به آلمانی: Wintersdorf) یک منطقهٔ مسکونی در آلمان است که در مویزلویتس واقع شده‌است. وینترسدورف  ۲٬۸۷۳ نفر جمعیت دارد.